# 10886 Mitsuroohba
10886 Mitsuroohba (1996 VR30) là một tiểu hành tinh vành đai chính được T. Okuni phát hiện vào ngày 10 tháng 11 năm 1996 tại Nanyo. Tiểu hành tinh được đặt theo tên của Mitsuro Ohba.